# Sebastian Rösler
Sebastian Lucas Rösler (* 2. November 2001) ist ein deutscher Volleyballspieler.

## Karriere
Rösler begann seine Karriere beim TuS Dippoldiswalde. 2015 wechselte er zum VC Dresden. Dort spielte er zunächst in den Nachwuchsmannschaften. Im Alter von 15 Jahren gab er sein Debüt in der ersten Mannschaften, die zu der Zeit in der Dritten Liga antrat. Später spielte Rösler mit Dresden in der Zweiten Liga Süd. 2021 wechselte der Mittelblocker zum Erstligisten TSV Haching München. Die Hachinger verpassten als Tabellenletzter in der Saison 2021/22 die Playoffs. Rösler spielte ab Januar 2022 noch bei Valepa Sastamala und gewann mit dem Verein die finnische Meisterschaft. Mit Haching kam er in der Bundesliga-Saison 2021/22 als Tabellenachter ins Playoff-Achtelfinale.
Zur Saison 2023/24 wurde er vom Erstliga-Aufsteiger VC Bitterfeld-Wolfen verpflichtet. Im DVV-Pokal 2023/24 unterlag der Verein im Viertelfinale gegen die SVG Lüneburg. In der Bundesliga erreichte Bitterfeld-Wolfen als Tabellensiebter die Playoffs. 2024 wechselte Rösler zurück nach Haching.
Rösler spielte seit 2017 auch einige Turniere im Beachvolleyball.